# Zugeralbeli
Das Zugeralbeli (Coregonus zugensis) ist eine ausgestorbene Fischart aus der Gattung Coregonus, die im Zugersee endemisch war.

## Merkmale
Das Zugeralbeli erreichte Standardlängen von 174 bis 236 mm. Es war eine kleine Coregonen-Art mit schwacher Pigmentierung an den Flossen und am Körper. Die Färbung der Flanken war hell olivbraun oberhalb der Seitenlinie. Der längliche, schlanke Körper hatte eine Tiefe von 22,5 bis 25,9 % der Standardlänge. Der Augendurchmesser betrug 19.7 bis 25,3 % der Standardlänge. Die Augenhöhle war dreieckig und betrug 1,6 bis 5,9 % der Kopflänge. Es gab 33 bis 40 lange Kiemenreusen.

## Vorkommen
Das Zugeralbeli kam nur im Zugersee vor. Eine ähnliche Art, das Albeli, das im Vierwaldstättersee vorkommt, wurde 2023 als Coregonus muelleri neubeschrieben. 

## Systematik und Nomenklatur
Das Zugeralbeli wurde 1882 von Otto Nüsslin zunächst als Unterart Coregonus macrophthalmus zugensis beschrieben. Im selben Jahr erhielt das Taxon den Artrang. 1885 änderte Victor Fatio den Namen in Coregonus crassirostris compactus und 1890 in Coregonus exiguus albellus. 1950 revidierte Paul Steinmann (1885–1953) Fatios Klassifizierung und vergab den Namen Coregonus albellus für den Brienzlig aus dem Thunersee und dem Brienzersee. Gemäss Nüsslins Arbeit bekam das Albeli den Artstatus zurück.

## Lebensweise
Das Zugeralbeli laichte in den tieferen Teilen des Zugersees. Die Anzahl und die Länge der Kiemenreusen lassen vermuten, dass sich die Art vorwiegend von Zooplankton ernährte.

## Aussterben
Das Aussterben von C. zugensis kann auf die starke anthropogene Eutrophierung vieler Schweizer Seen zurückgeführt werden, die mit einem Zusammenbruch der Populationen einherging. Paul Steinmann stellte 1950 fest, dass historische Aufzeichnungen darauf hindeuten, dass die Fänge des Zugeralbelis bereits in den 1870er Jahren zurückgegangen waren, was auf die vom Menschen verursachte Verschmutzung der Zuflüsse in den Zugersee zurückgeführt wurde. Im Fall des Zugersees ist nichts über die Möglichkeit einer Umkehrung der Artbildung bekannt, bei der ausgestorbene Arten durch introgressive Hybridisierung Spuren in den Genomen der heute lebenden Arten hinterlassen haben.